# Francisca Prudencio
Francisca Prudencio (geb. in Hannover) ist eine chilenische Sängerin im Opern- und Konzertfach (Sopran).

## Leben
Francisca Prudencio wurde in Hannover geboren. Sie besuchte die Deutsche Schule in Santiago de Chile und studierte bis 2007 Gesang bei Mayling Konga an der Hochschule für Musik und Theater Hannover, an der sie anschließend in die Soloklasse aufgenommen wurde und im Oktober 2011 ihr Konzertexamen ablegte.
Prudencio nahm zwei Solo-CDs auf: „No te duermas, niño“ („Schlafe nicht, Kindlein“, 2007) mit internationalen Wiegenliedern und „Du bist wie eine Blume“ (2011). Sie ist zudem Solistin der mit dem Echo-Klassik-Preis ausgezeichneten CD-Produktion „Glaubenslieder“ (2009 bei Rondeau) mit neuen Kantaten zum Kirchenjahr und der Ersteinspielung der Oper „Didos Geheimnis“ von Andreas N. Tarkmann (2012 bei Rondeau).
Sie gastierte sie an verschiedenen Opernhäusern wie der Staatsoper Hannover, dem Staatstheater Braunschweig, der StadtOperSoest, sowie in Chile im Teatro Municipal de Santiago und dem Teatro del Lago in Frutillar. Daneben tritt sie häufig als Solistin in Oratorien auf. 
Zu ihren aufgeführten Partien zählen die Rolle der Pamina aus Die Zauberflöte, der Barbarina aus Le nozze di Figaro, der Adele aus Die Fledermaus, Anne Frank in Grigori Frids Monooper „Das Tagebuch der Anne Frank“ und das Sand- und Taumännchen aus Hänsel und Gretel. Zudem sang sie die Partie der Linda in der Uraufführung von Didos Geheimnis von Andreas Tarkmann (Galerie Herrenhausen, Hannover) mit dem Mädchenchor Hannover. Zuletzt war sie Solistin im Oratorium Elias (Mendelssohn) unter der Leitung von Helmuth Rilling in der Philharmonie Krakau und Solistin in Ein deutsches Requiem in der Tonhalle Zürich.

## Ehrungen
Prudencio errang beim 35. internationalen Opernwettbewerb "Dr. Luis Sigall" den Sonderpreis "Best chilean performer" („Beste nationale Teilnehmerin“) und war Finalistin des internationalen Johannes-Brahms-Wettbewerbs in Pörtschach am Wörthersee und des Mozartwettbewerbs in Wiesbaden.